# Parabezzia caribbeana
Parabezzia caribbeana är en tvåvingeart som beskrevs av Clastrier och Raccurt 1979. Parabezzia caribbeana ingår i släktet Parabezzia och familjen svidknott.
Artens utbredningsområde är Haiti. Inga underarter finns listade i Catalogue of Life.